# Linzer Eisenbahnbrücke (1900)

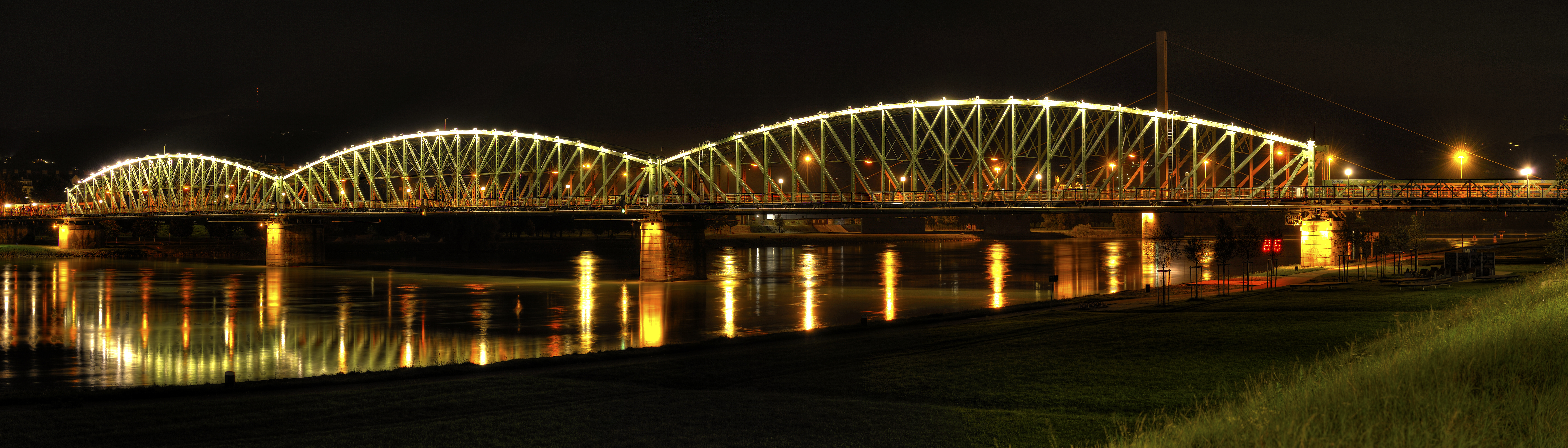
Nächtlich beleuchtete Stahlkonstruktion, Blick vom rechten Ufer in Richtung Nordost

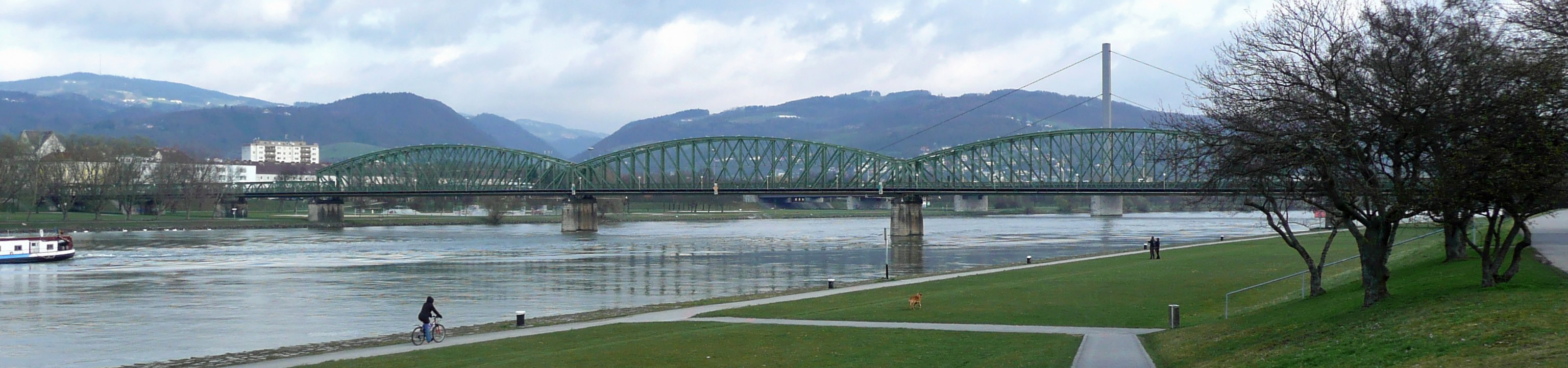
Die ehemalige Eisenbahnbrücke mit der Vöestbrücke im Hintergrund

Die 1900 errichtete Linzer Eisenbahnbrücke war eine der ab etwa 1976 drei Linzer Brücken über die Donau bei Stromkilometer 2133,90. Sie war Teil der Linzer Verbindungsbahn zwischen der Mühlkreisbahn und der Westbahn, die jedoch in ihrer Geschichte nie für den regulären Schienenpersonenverkehr verwendet wurde. Trotz ihres Namens diente sie hauptsächlich dem Straßenverkehr und wurde nur während einer Zugquerung kurzfristig und ähnlich einem Bahnübergang für den Straßenverkehr auf der wie das Gleis mittig liegenden Fahrbahn gesperrt. Deshalb stand am linken Brückenkopf unterwasserseitig ein Bahnwärterhäuschen. Die Brücke war zumindest seit 1980 für schwere Lastkraftwagen (mit mehr als 7,5 t) gesperrt. Wenn als Ausnahme Busse der Linzer Linien passierten, wurde die Fahrt in Gegenrichtung per Rotlicht am Brückenkopf gesperrt.
Im Sommer 2016 wurde die Brücke aus 1900 als nicht mehr sinnvoll restaurierbar abgebrochen und durch eine neue Brücke ersetzt, die ebenfalls den Namen Eisenbahnbrücke führt.

## Bauwerk

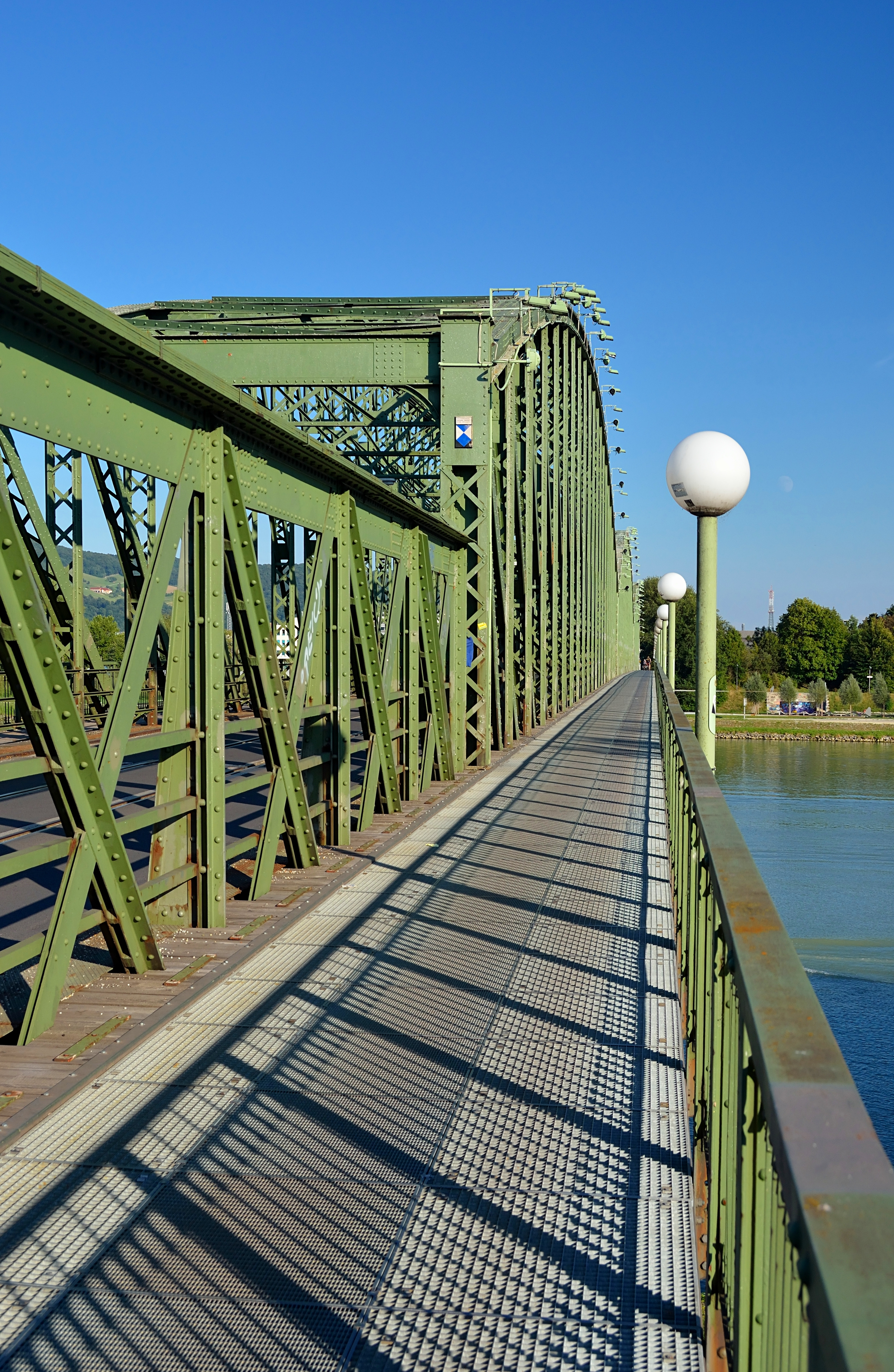
Gitterroste, dunkler die mittlere feiner geteilte Reihe

Die von Anfang an für den Eisenbahn- und Straßenverkehr gebaute stählerne Brücke war 399,6 m lang und 10,5 m breit. Sie bestand aus drei Stromfeldern sowie drei Vorlandfeldern auf der nördlichen und einem Vorlandfeld auf der südlichen Seite. Ihre Pfeilerachsabstände waren 40,14 + 37,85 + 37,70 + 84,50 + 84,60 + 84,50 + 30,30 m. Die Stromfelder wurden von 83,20 m langen Halbparabelträgern, die Vorlandfelder von drei 36,87 m langen und einem 28,73 m langen parallelgurtigen Fachwerkträger überbrückt. Die Halbparabelträger der Strombrücke waren konstruktiv als genietete Schwedlerträger ausgeführt, wie sie in Österreich kaum noch erhalten ist.
Die Brücke wies ursprünglich zwei auskragende Gehwege außerhalb der Tragwerke auf, die quer mit Holzbrettern beplankt waren. Da eine Fahrt mit dem Fahrrad auf der Fahrbahn insbesondere wegen der geringen Fahrbahnbreite und wegen der Schienen recht gefährlich war, wurde ab dem Jahr 1990 der oberwasserseitige Gehweg in einen Radweg umgewandelt. Im Zuge dessen sollte der Weg verbreitert werden, da er an manchen Stellen (bei mehr vorstehenden Teilen des Tragwerks) nur eine Breite von ca. 1,40 m aufwies, was bei Begegnungen zweier Fahrräder gefährlich eng werden konnte. Die Stadtverwaltung suchte nach einer Konstruktion, die bei Verbreiterung des Weges auf etwa 2,20 m die Brücke nicht zu sehr durch Mehrgewicht belastet. Realisiert wurde eine Lösung mit drei Reihen von Gitterrosten, die zu relativ holpriger Fahrt führten und ein relativ lautes Klappergeräusch verursachten.

## Geschichte

Die Baustelle im März 1900, Blick Richtung Westen (flussaufwärts)

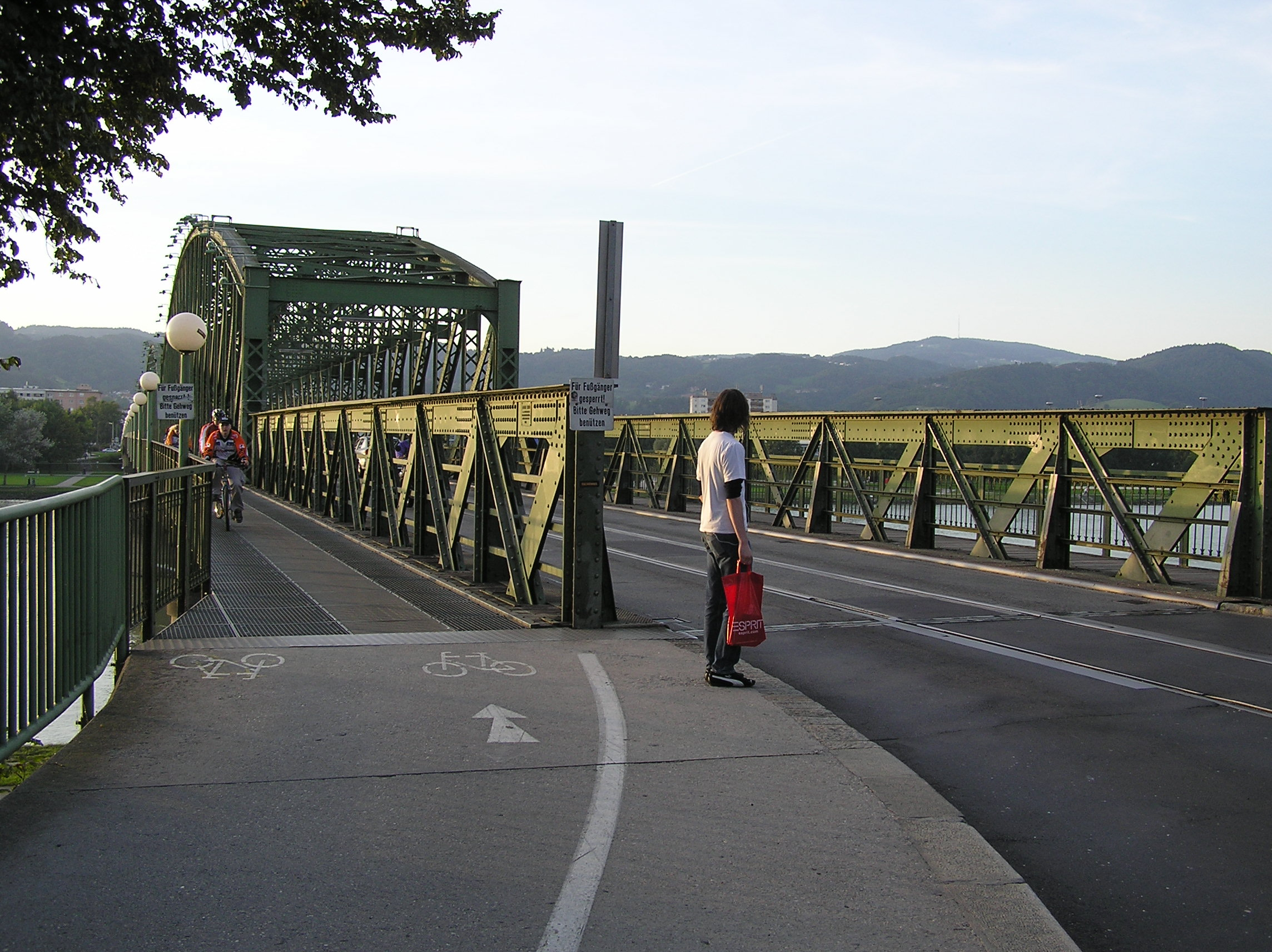
Brückenkopf

Die Eisenbahnbrücke wurde im Rahmen der Verlängerung der Linzer Verbindungsbahn bis zum Bahnhof Linz Urfahr errichtet. Diese Verlängerung wurde maßgeblich von der Stadt Linz betrieben, die sich in den 1890er Jahren für den Bau einer weiteren Donaubrücke im Linzer Stadtgebiet, die gleichermaßen dem Straßen- und dem Schienenverkehr dienen sollte, starkgemacht hatte. Sie war nach der Reichsstraßen-Donaubrücke am Standort der heutigen Nibelungenbrücke die zweite Donaubrücke im Linzer Stadtgebiet.
Die Eisenbahnbrücke wurde zwischen 1897 und 1900 um 1,2 Millionen Kronen erbaut und am 14. November 1900 eröffnet. Die Planungsarbeiten sowie die Gründungsarbeiten mit Caissons und die Ausführung der Pfeiler und Widerlager wurden von der Brückenbau-Unternehmung Ernst Gaertner ausgeführt. Mit der rechten und mittleren Strombrücke war die Österreichische Alpine Montangesellschaft und mit der linken Strombrücke die Prager Brückenbauanstalt beauftragt. Die Flutbrücken, die Fahrbahn und die Gehwege wurden von dem k.k. priv. Hofschlosser Anton Biró, einem der beiden späteren Partner von Waagner-Biro ausgeführt.
Den Zweiten Weltkrieg überstand die Brücke unbeschadet.
Die Brücke galt als Bauwerk im Bundeseigentum kraft Gesetzes als denkmalgeschützt. Diesen Status verlor die Brücke im Zusammenhang mit der im Jahr 1994 vorgenommenen Einbringung der ÖBB in eine eigene Gesellschaft, da die Gesellschaft auch das Eigentum an der Brücke übernahm. Erst im Jahr 2002 wurde das Bundesdenkmalamt durch Überlegungen von Änderungen seitens der ÖBB darauf aufmerksam und stellte sie erneut unter Denkmalschutz. Dieser wurde 2013 aufgrund des schlechten Zustands der Brücke und den mit einer notwendigen Sanierung einhergehenden hohen Kosten wieder aufgehoben.

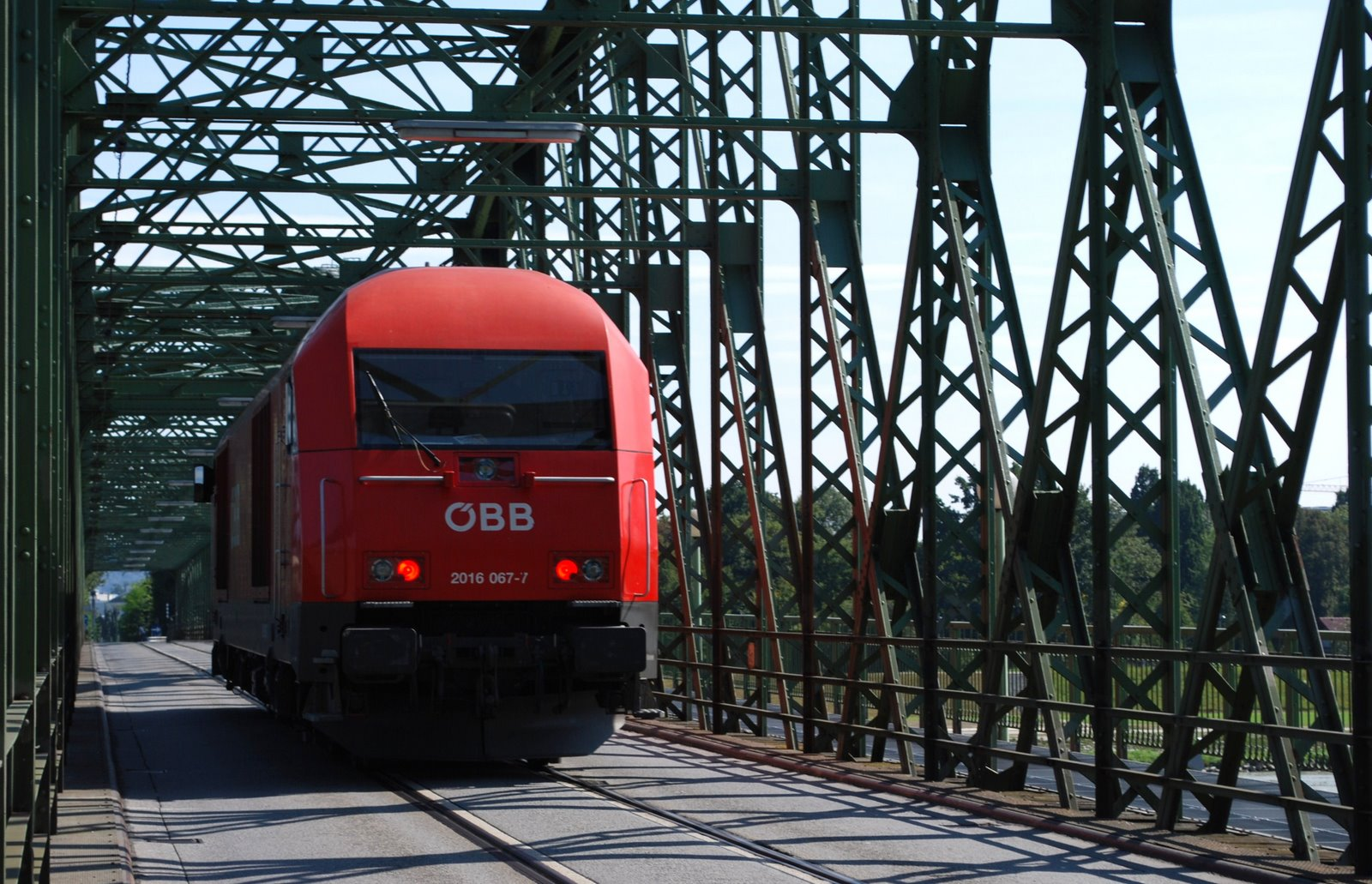
ÖBB 2016 auf der Linzer Eisenbahnbrücke
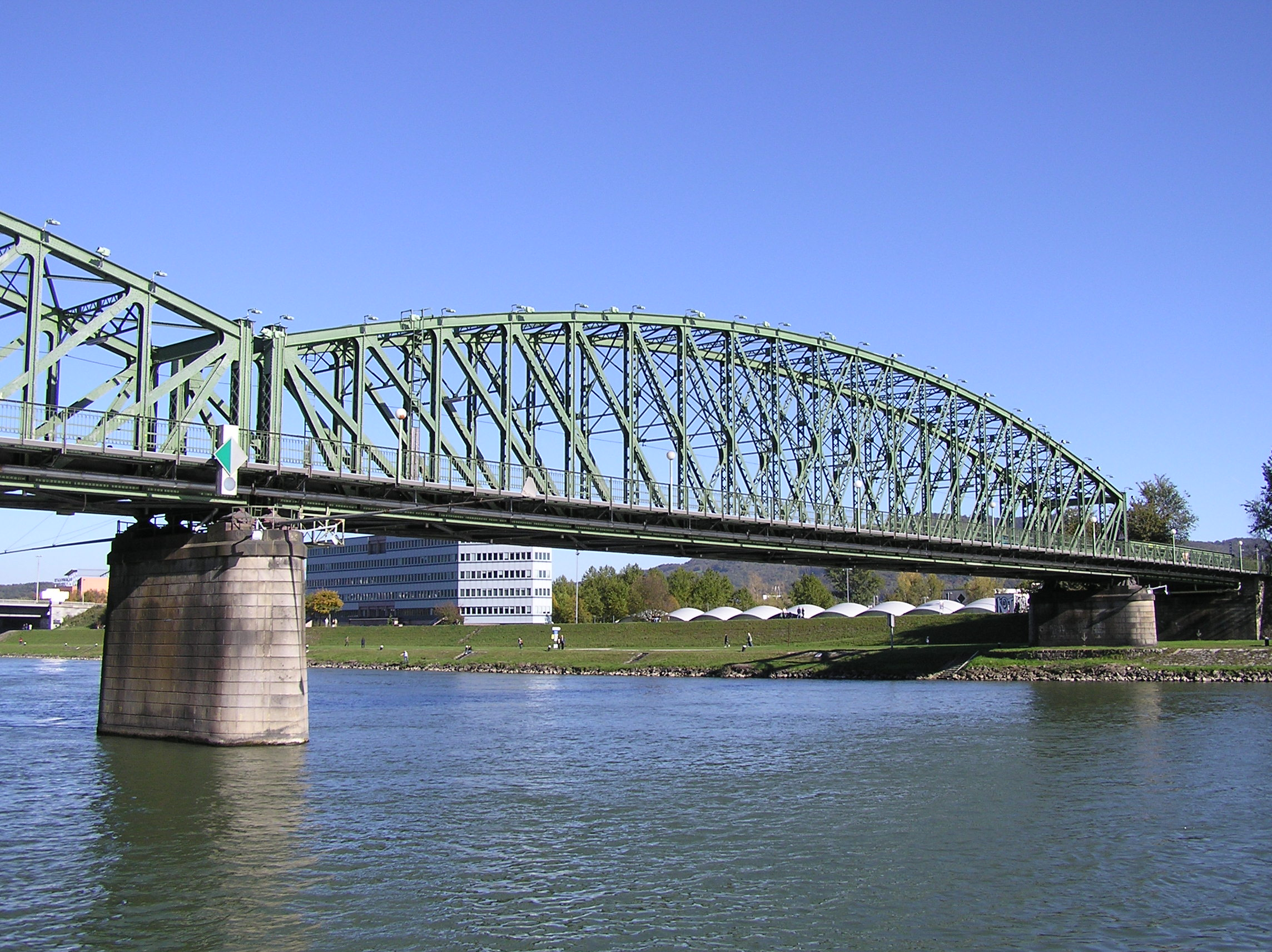
Blick Richtung Osten (flussabwärts)
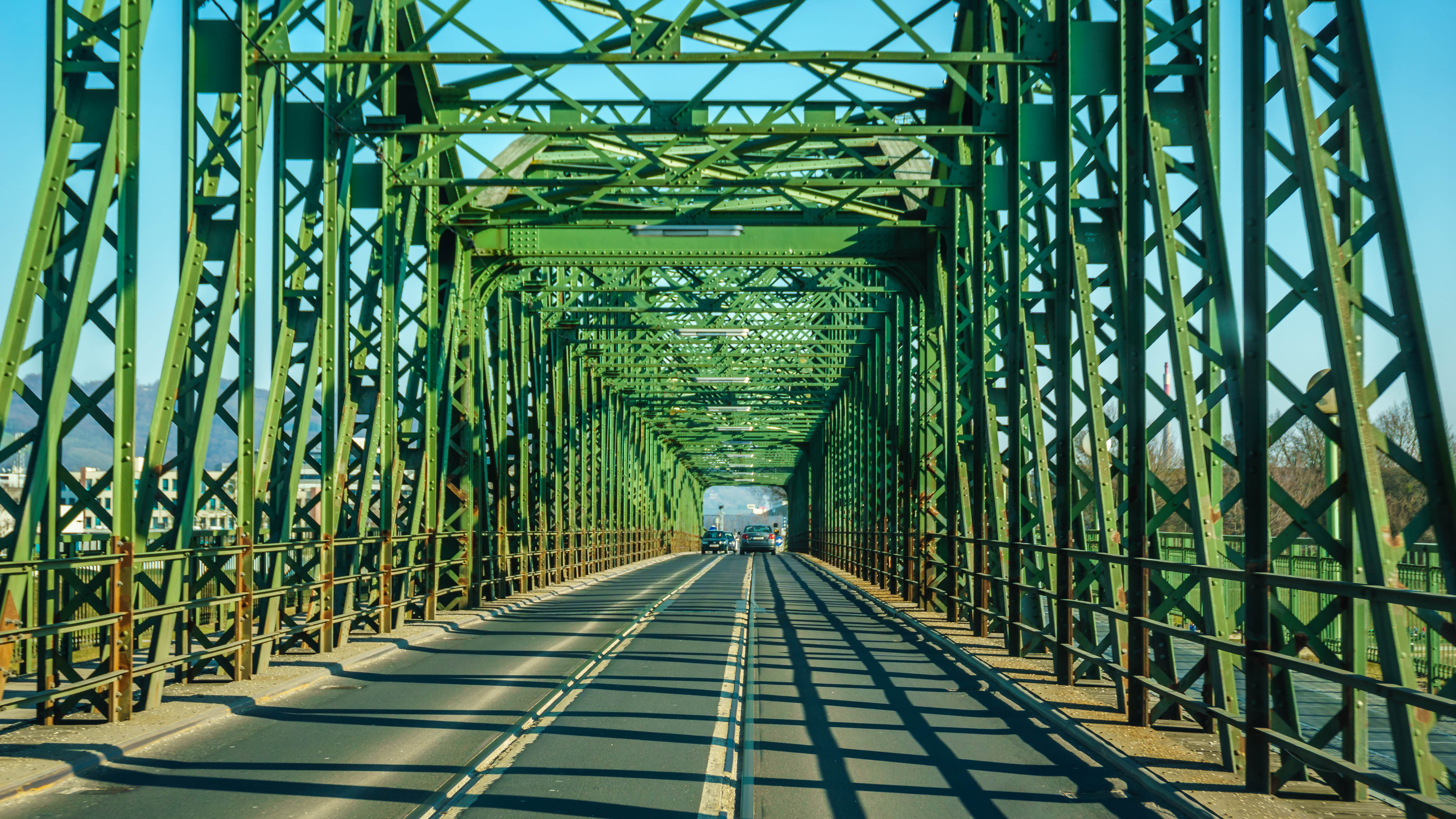
Eisenbahnbrücke Linz März 2015
- Drohnenflug über die Brücke im Jahr 2015

## Entscheidung für Abbruch und Neubau
Die gemeinsame Nutzung der Brücke für Straßen- und Eisenbahnverkehr wurde der Brücke zum Verhängnis. Die Verwendung vom Streusalz für den Straßenverkehr setzte der Stahlkonstruktion stark zu. Bereits ab den 1980er Jahren zeichnete sich die Notwendigkeit einer Sanierung ab. Diese scheiterte, da die Stadt die Leistung entsprechender finanzieller Beiträge verweigerte und die ÖBB, die Eigentümer der Brücke waren, sich nicht als zuständig ansahen, die Kosten für die Beseitigung der durch den Straßenverkehr ausgelösten Schäden alleine aufzubringen.
Entscheidung für den Abbruch
Laut einem ab 2012 vorliegende Gutachten war die Stahlkonstruktion der Brücke wegen der Salzstreuung so massiv geschädigt, sodass Windböen die Brücke gefährdet hätten. Die Bauweise als genietete Eisenkonstruktion hätte hohe Kosten für eine Sanierung verursacht, sodass nach Ansicht von Verkehrslandesrat Hermann Kepplinger ein Abriss und Neubau technisch und wirtschaftlich die sinnvollste Variante war. Das Bundesdenkmalamt entließ daher im September 2013 die Brücke aus dem Denkmalschutz mit der Begründung, dass auch die Sanierung einen risikofreien Betrieb nicht garantieren könne.
Am 27. September 2015 entschied die Linzer Bevölkerung in eine Volksbefragung über die Zukunft der 115 Jahre alten Eisenbahnbrücke. Als Optionen standen einerseits die Abtragung der bestehenden Brücke und die Errichtung einer neuen Brücke und andererseits die Sanierung der bestehenden Brücke und der Bau einer Begleitbrücke für Straßenbahn und Kraftfahrzeuge zur Wahl. Bei der Abstimmung entfielen 68 % der Stimmen auf den Abriss und die Errichtung einer neuen Brücke. Der Linzer Bürgermeister Klaus Luger erklärte das Ergebnis für bindend.
Abbruch
Am Samstag, dem 27. Februar 2016 um 00:30 Uhr wurde die Brücke für den gesamten Verkehr gesperrt.

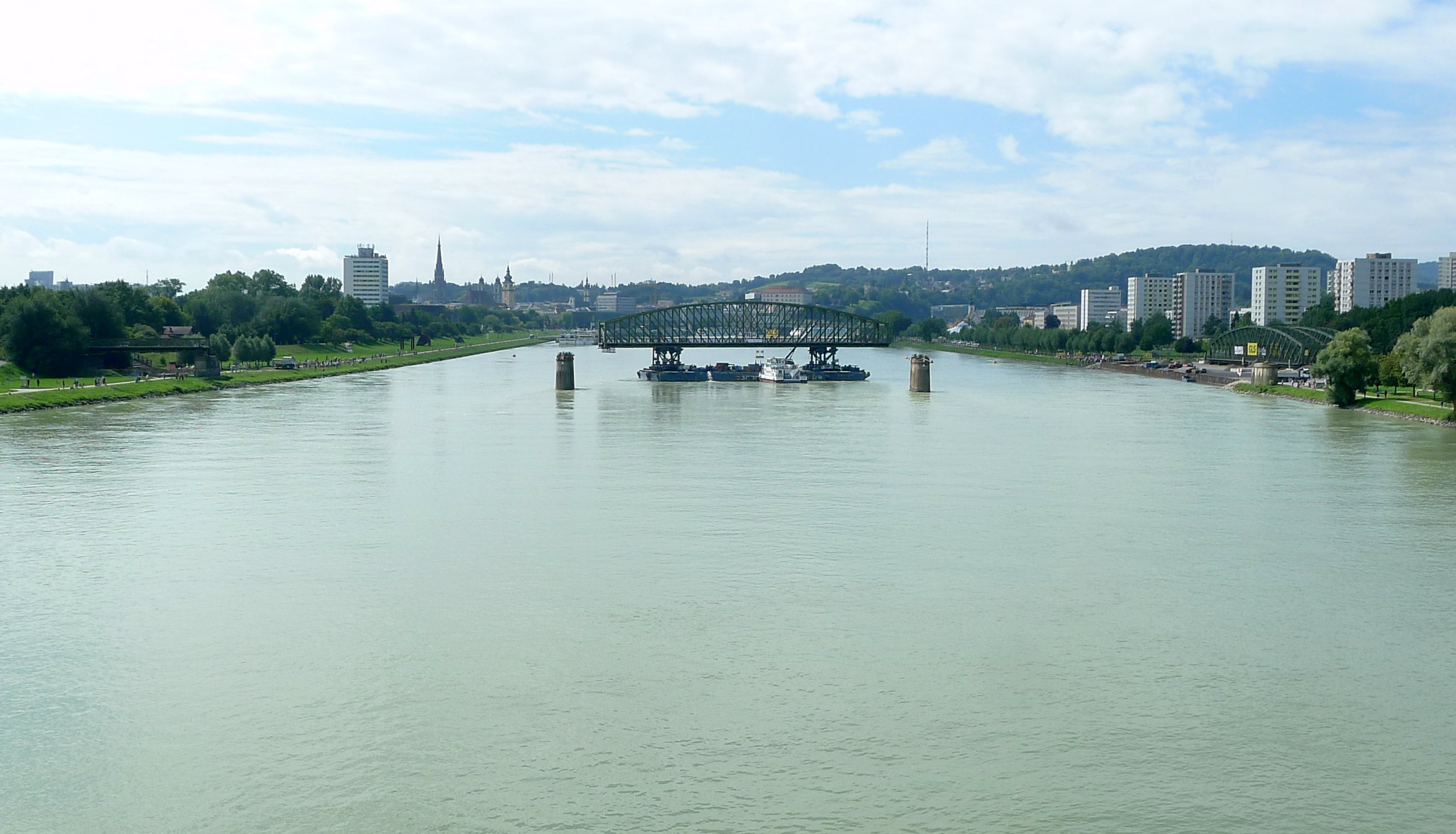
Abbruch der Linzer Eisenbahnbrücke – letztes Segment

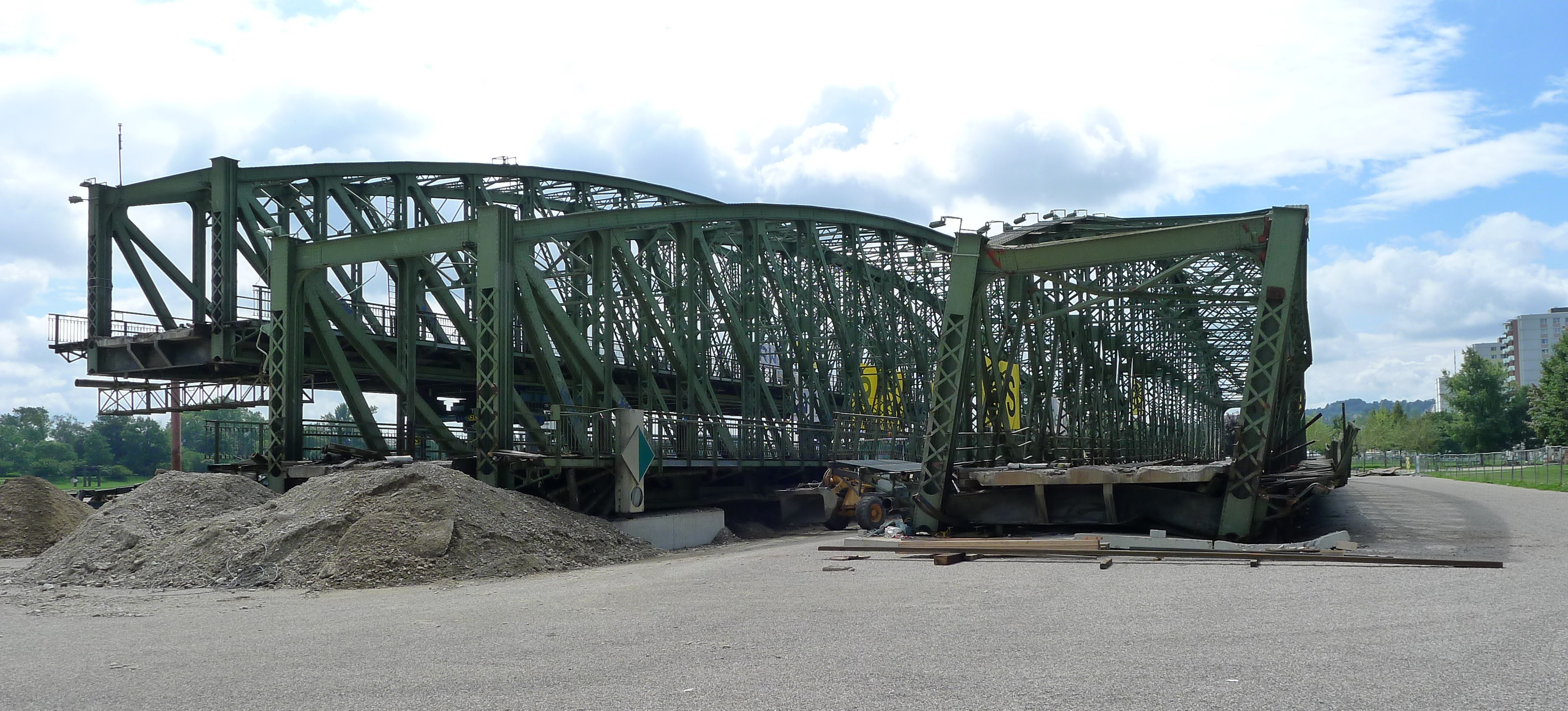
Am Donauufer gelagerte Stromtragwerke vor deren Zerschneidung; rechts das abgestürzte Tragwerk

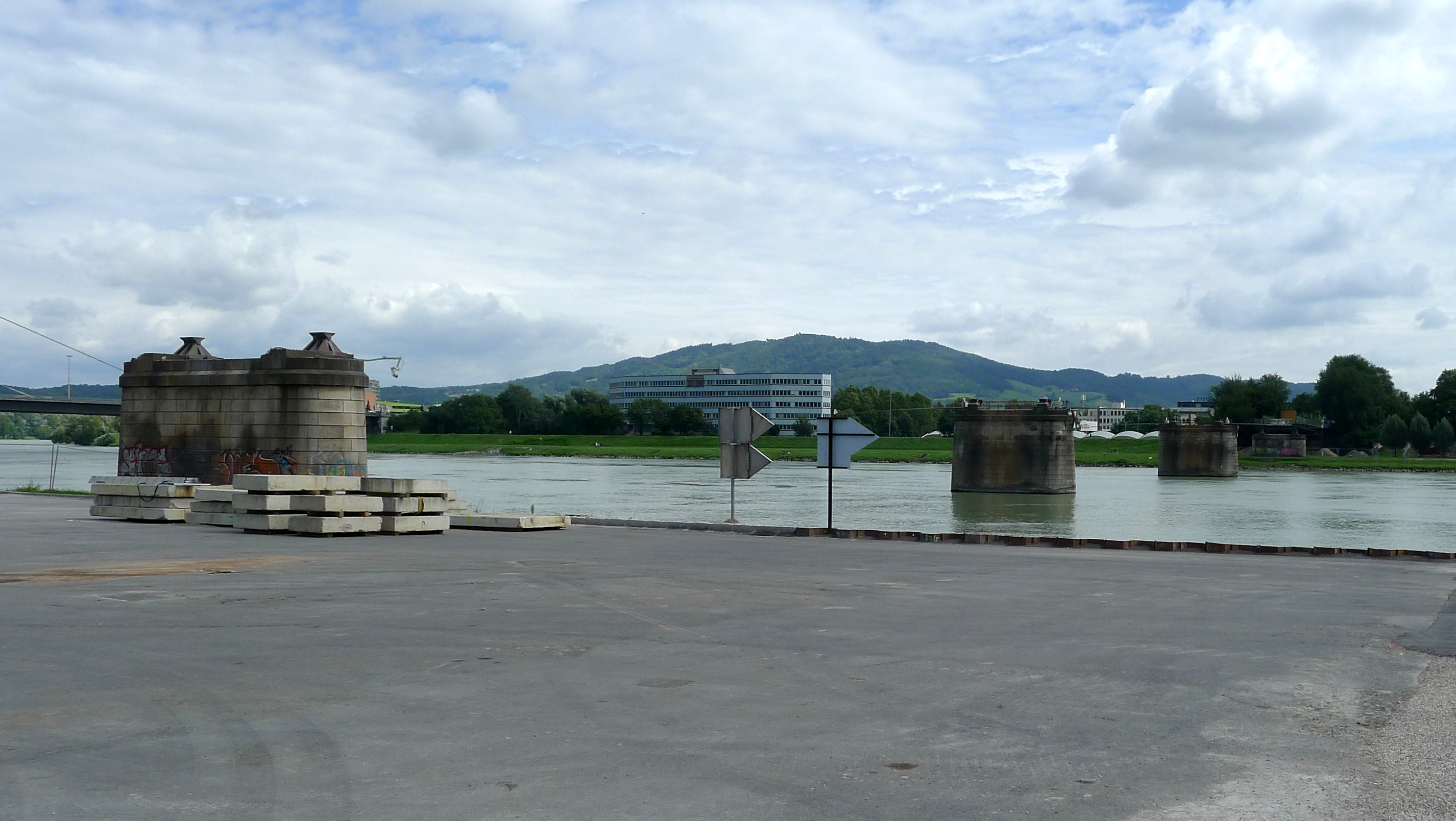
Brückenfundamente nach Abtrag der Tragwerke 2016

Am 27. Februar 2016 begann der Abbruch der Eisenbahnbrücke mit der Demontage der Vorlandtragwerke. Zuerst wurden die Asphaltdecke sowie die Gleise entfernt, um das Gewicht des Tragwerks zu reduzieren. An der Nordseite der Donau wurde eine Lager- und Manipulationsfläche sowie eine Anlandungsanlage für Schiffe auf der Nordseite der Donau eingerichtet, die sowohl für die Abbrucharbeiten als auch für den Neubau genutzt wird. Der Geh- und Radweg wurde auf benachbarte Brücken umgeleitet. Ab April 2016 wurden auf der Nordseite die Vorlandtragwerke abgebrochen.
Der Abbau der drei Stromtragwerke (der drei markanten Brückenbögen) erfolgte im August 2016. Die Stromtragwerke wurden mit einem Ponton mit zwei Schwerlast-Selbstfahrern, auf denen Gerüste angebracht wurden, angehoben und mit einem Schubschiff stromaufwärts ausgeschwommen. Dazu wurde ein mit Wasser gefüllter Ponton unter dem jeweiligen Stromtragwerk platziert. Durch das Abpumpen des Wassers stieg der Ponton mit den Gerüsten in die Höhe und hob das Tragwerk durch den Auftrieb an. Mit dem Schubschiff wurde das Stromtragwerk an der Nordseite an Land gebracht und mit den zwei Schwerlast-Selbstfahrern auf Stützen mit Hydraulikpressen, die beiden folgenden Tragwerke auf abklappbaren Stützen, auf der Manipulationsfläche abgelegt. An Land erfolgen die Zerlegung und die Vorbereitung für den Abtransport per Schiff oder LKW. Das Tragwerk wird deshalb zerlegt, weil es mit seinen 13 Metern Höhe durch keine der beiden benachbarten Brücken gelangen würde. Ein Brückenbogen wird für die Nachnutzung erhalten.
Als am 13. August 2016 der orografisch linke der 3 Gittertragwerksbögen als erster am asphaltierten Arbeitsgelände auf Urfahrer Seite (am linken Ufer) auf sechs 6 m hohen Stützen mit Hydraulikstempeln abgestellt war, versagten diese und ließen das zum Verschrotten vorgesehene 710 Tonnen schwere 87 m lange Bauteil zu Boden fallen. Die Platte einer Stütze neigte sich sichtbar wenige Sekunden später krachte der Bogen zu Boden. Alle Arbeiter konnten sich in Sicherheit bringen. Der Vorfall wurde von Ziviltechnikern untersucht, daraufhin wurden die Fundamente zum Abstellen verstärkt betoniert.
Am 19. August 2016 wurde das letzte der 3 Stromtragwerke abgetragen und zur Manipulationsfläche verschifft.
Zuletzt wird das kleine Vorlandtragwerk auf der Südseite abgetragen. Die Abbrucharbeiten an der Eisenbahnbrücke wurden im Herbst 2016 abgeschlossen. Die Brückenpfeiler in der Donau blieben bis zum Neubau erhalten.
Nachnutzung der Brückensegmente
Im Jahr 2015 wurde von der Linz AG auf der Internetplattform „jovoto“ ein Architekturwettbewerb gestartet, um Möglichkeiten einer Nachnutzung der Brückensegmente zu finden. Es konnte jedoch keines der Konzepte umgesetzt werden. Teile der abgebrochenen Brücke liegen heute (Stand: 2024) noch auf dem Gelände des Linzer Handelshafens.
Abbruchkosten
Die Abbruchkosten beliefen sich auf etwa 3,3 Millionen Euro. Davon wurden rund 2,7 Millionen Euro von der ÖBB-Infrastruktur übernommen.
Neubau
Die neue Linzer Eisenbahnbrücke wurde in den Jahren 2016 bis 2021 errichtet und am 30. August 2021 für den Verkehr freigegeben.